# Annik Richter
Annik Richter (* 31. Juli 1990) ist eine deutsche Fußballspielerin.

## Fußball
Ihre Karriere begann die Mittelfeldspielerin im Alter von sieben Jahren beim Freiburger FC und durchlief dort alle Juniorenmannschaften bis zur C-Jugend. Seit der Saison 2004/2005 spielte sie beim SC Freiburg, zunächst bei den U17-Juniorinnen, zur Saison 2007/2008 wechselte sie in den Kader der Oberligamannschaft, 2008/2009 rückte sie dann in den Kader der Bundesligamannschaft auf und debütierte am 12. Oktober 2008 gegen den VfL Wolfsburg in der Bundesliga. In der Saison 2009/2010 wechselte sie in die II. Mannschaft des SC Freiburg.

## Statistik
- 1. Bundesliga
  - Saison 2008/2009, SC Freiburg

10 Spiele
- DFB-Pokal

- Saison 2008/2009, SC Freiburg

1 Spiel